# Konfessionella evangelisk-lutherska konferensen
Konfessionella evangelisk-lutherska konferensen (KELK) är en internationell gemenskap av ett tjugotal teologiskt konservativa lutherska kyrkor, med omkring en halv miljon medlemmar.
KELK bildades 1993 som arvtagare till Evangelical Lutheran Synodical Conference of North America (ELSCNA). KELK har samlats till rådsmöten sju gånger: 1993, 1996, 1999, 2002, 2005, 2008 och 2011.
KELK är konfessionella, d.v.s de erkänner Konkordieboken som en sann sammanfattning och tolkning av Guds Ord och tolererar inga avvikelser.

## Medlemskyrkor
- All Saints Lutheran Church, Nigeria
- Bulgarian Lutheran Church, Bulgarien
- Christ the King Lutheran Church, Nigeria
- Confessional Evangelical Lutheran Church, Mexiko
- Confessional Evangelical Lutheran Church, Ryssland
- Confessional Lutheran Church, Lettland
- Czech Evangelical Lutheran Church, Tjeckien
- Lutherska bekännelsekyrkan i Finland, Finland
- Evangelical Lutheran Confessional Church, Puerto Rico
- Evangelisch-Lutherische Freikirche, Tyskland och Österrike
- Evangelical Lutheran Synod, Australien
- Evangelical Lutheran Synod, Peru
- Evangelical Lutheran Synod, USA
- The Lutheran Church of Cameroon, Kamerun
- Lutheran Church of Central Africa, Malawi och Zambia
- Lutherska bekännelsekyrkan, Sverige och Norge
- Lutheran Evangelical Christian Church, Japan
- Ukrainian Lutheran Church, Ukraina
- Wisconsin Evangelical Lutheran Synod, USA